# Combat de Tabankort (2019)
Pour les articles homonymes, voir Bataille de Tabankort.
Guerre du Mali
Batailles
Le combat de Tabankort se déroule le 18 novembre 2019 pendant la guerre du Mali.

## Déroulement
Le 18 novembre 2019, des forces maliennes sont attaquées par des djihadistes à Tabankort, au sud de Ménaka, près de la frontière avec le Niger,,. Ces dernières faisaient alors mouvement pour faire leur jonction avec les troupes nigériennes dans le cadre de l'opération Tongo-Tongo.
RFI indique que selon des sources militaires nigériennes, lors de l'attaque les djihadistes ont sept véhicules, plusieurs motos et semble-t-il deux tuk-tuks pris à un centre de santé, afin de se faire fait passer pour des membres du personnel médical en campagne de vaccination,,.
Les troupes maliennes sont mises en fuite, une centaine de soldats avec treize véhicules se replient sur Tiloa, au Niger. Un bataillon de 850 hommes de l'armée nigérienne mène alors une opération de ratissage dans la vallée de Tabankort où il découvre et ramène les corps des militaires maliens tués lors de l'attaque.

## Revendication
L'attaque est revendiquée le 20 novembre par l'État islamique,,.

## Pertes
Le 18 novembre, l'armée malienne annonce que le bilan des combats est de 24 morts et 29 blessés dans ses rangs, contre 17 tués du côté des djihadistes, tandis qu'une centaine de suspects ont été appréhendés lors de l'opération. Le lendemain, une source sécuritaire de l'AFP indique que le bilan a été revu à la hausse et est passé à 30 tués. Le 20 novembre, les corps des 30 militaires tués sont enterrés à Gao lors d'un cérémonial militaire. Cependant les corps de 13 autres soldats sont découverts le 21 novembre, portant à 43 le nombre des victimes de l'attaque.
L'État islamique affirme également dans son communiqué de revendication avoir fait 30 morts et 30 blessés dans les rangs de l'armée malienne,.